# Beaumerie-Saint-Martin
Beaumerie-Saint-Martin település Franciaországban, Pas-de-Calais megyében. Lakosainak száma 384 fő (2022. január 1.). Beaumerie-Saint-Martin Marles-sur-Canche, Montreuil-sur-Mer, Boisjean, Brimeux és Écuires községekkel határos.

## Népesség
A település népességének változása:
| Lakosok száma | 389  | 392  | 397  | 397  | 403  | 409  | 401  | 392  | 384  |
|               | 2013 | 2015 | 2016 | 2017 | 2018 | 2019 | 2020 | 2021 | 2022 |